# Torpedowce typu 1939
Torpedowce typu 1939 – niemiecka seria dużych torpedowców z okresu II wojny światowej, składająca się z 15 okrętów, nazywana też nieoficjalnie typem Elbing (Elbląg).

## Historia rozwoju
Niemiecka marynarka wojenna (Kriegsmarine) przed II wojną światową, oprócz budowy niszczycieli, rozwijała też w dalszym ciągu klasę torpedowców. Po skonstruowaniu dwóch zbliżonych serii niewielkich torpedowców ze słabym uzbrojeniem artyleryjskim typów 1935 i 1937, zaprojektowano całkiem nowy, powiększony typ 1939, zaklasyfikowany w Niemczech jako „torpedowiec floty” (Flottentorpedoboot). Dzięki znacznemu wzrostowi wielkości, miał on bardziej zrównoważone charakterystyki i był okrętem w pełni uniwersalnym. Jako jego podstawowe zadania przewidziano obronę większych okrętów przed okrętami podwodnymi, lotnictwem i kutrami torpedowymi, a także rozpoznanie i dozorowanie, przy czym obszarem działań miało być Morze Bałtyckie i Morze Północne. Przez swoje przeznaczenie, stosunkowo silne uzbrojenie i wielkość, okręty te w zasadzie odpowiadały małym niszczycielom. Wypełniały w ten sposób lukę między niemieckimi torpedowcami starszych typów a wielkimi niszczycielami, jaka powstała po rezygnacji z budowy średnich niszczycieli typu 1938B (miały być one uzbrojone w 4 działa 127 mm).
10 listopada 1939 zamówiono pierwsze 9 okrętów typu 1939 w stoczni Schichau w Elblągu (ówczesny niem. Elbing), znanej z budowy torpedowców. Otrzymały one numery T22 – T30, w miejsce zamówionych wcześniej i nie rozpoczętych torpedowców typu 1937. 20 stycznia 1941 zamówiono w stoczni Schichau dalsze 6 okrętów T31 – T36. Pierwsze 4 zbudowano w 1942, dalsze 5 w 1943 i ostatnie 6 w 1944. Od miejsca budowy, określane były w źródłach alianckich typem „Elbing”.
Początkowo planowano budowę dużej serii torpedowców tego typu, lecz jeszcze w październiku 1939 zrezygnowano z budowy nie rozpoczętych okrętów T37 – T60. Opracowano następnie ulepszony typ „torpedowca floty” 1941 i w latach 1942–1944 zamówiono okręty tego typu o numerach T37 – T51, lecz z powodu utrudnień wojennych i deficytów materiałów, tylko 4 pierwsze wodowano w 1944 (T37 – T40), ale nie ukończono ich przed zakończeniem wojny.

## Okręty
| Nazwa | numer budowy | rozpoczęcie budowy | data wodowania | wejście do służby | los                                        |
| T-22  | S1481        | 1940               | 1941           | 28. 02. 1942      | zatonął 18. 08. 1944 (niem. miny)          |
| T-23  | S1482        | 01. 08. 1940       | 14. 06. 1941   | 14. 06. 1942      | → Wlk. Bryt. 1945, Francja 1946            |
| T-24  | S1483        | 21. 09. 1940       | 13. 09. 1941   | 17. 10. 1942      | zatop. 24. 08. 1944 (bryt. lotnictwo)      |
| T-25  | S1484        | 30. 11. 1940       | 01. 12. 1941   | 12. 11. 1942      | zatop. 28. 12. 1943 (bryt. krążowniki)     |
| T-26  | S1485        | 10. 05. 1941       | 26. 03. 1942   | 27. 02. 1943      | zatop. 28. 12. 1943 (bryt. krążowniki)     |
| T-27  | S1486        | 02. 07. 1941       | 20. 06. 1942   | 17. 04. 1943      | zniszcz. 29. 04. 1944 (kanad. niszczyciel) |
| T-28  | S1487        | 24. 09. 1941       | 08. 10. 1942   | 19. 06. 1943      | → Wlk. Bryt. 1945, Francja 1946            |
| T-29  | S1488        | 1942               | 16. 01. 1943   | 21. 08. 1943      | zatop. 26. 04. 1944 (alianckie okręty)     |
| T-30  | S1489        | 10. 04. 1942       | 13. 03. 1943   | 24. 10. 1943      | zatonął 18. 08. 1944 (niem. miny)          |
| T-31  | S1513        | 1942               | 22. 05. 1943   | 05. 02. 1944      | zatop. 20. 06. 1944 (radz. kutry torped.)  |
| T-32  | S1514        | 27. 10. 1942       | 17. 04. 1943   | 08. 05. 1944      | zatonął 18. 08. 1944 (niem. miny)          |
| T-33  | S1515        | 20. 01. 1943       | 04. 09. 1943   | 16. 06. 1944      | → ZSRR 1945                                |
| T-34  | S1516        | 05. 03. 1943       | 23. 10. 1943   | 12. 08. 1944      | zatonął 20. 11. 1944 (radz. mina)          |
| T-35  | S1517        | 20. 04. 1943       | 12. 12. 1943   | 07. 10. 1944      | → USA 1945                                 |
| T-36  | S1518        | 10. 06. 1943       | 05. 02. 1944   | 09. 12. 1944      | zatop. 4. 05. 1945 (radz. lotnictwo)       |

## Ocena i opis konstrukcji
Kadłub:

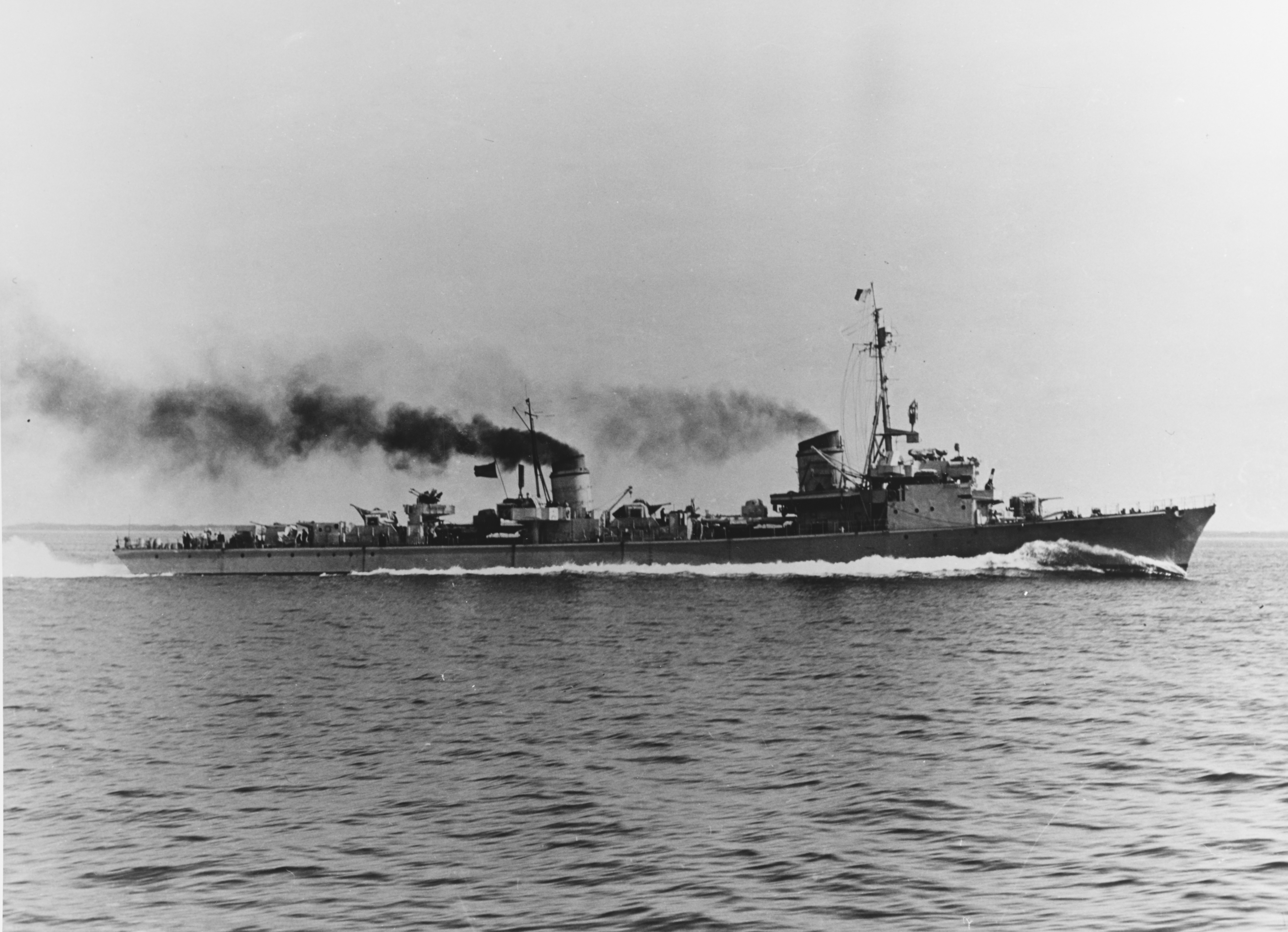
T-35 po przejęciu przez Amerykanów

Torpedowce typu 1939 miały charakterystyczną, mało typową architekturę i sylwetkę. Kadłub był gładkopokładowy, z silnym wzniosem dziobu. Okręty miały dwie kotłownie i dwie maszynownie na śródokręciu w układzie przemiennym, co zwiększało odporność zespołu napędowego na uszkodzenia (od dziobu: kotłownia, maszynownia, przedział kotła pomocniczego, kotłownia, maszynownia). Spaliny z kotłowni były odprowadzane przez dwa kominy. Okręty zachowały niektóre cechy konstrukcyjne torpedowców typów 1935 i 1937, przede wszystkim taką samą siłownię, mimo zwiększenia wyporności, przez co osiągały niższą prędkość 33 w. Prędkość ta w praktyce okazała się jednak wystarczająca do pełnienia przewidzianych zadań. Na skutek zwiększenia zapasu paliwa, zwiększył się natomiast zasięg okrętów. Kadłub dzielił się poprzecznie na 13 przedziałów wodoszczelnych. Jak na swoją umiarkowaną wielkość, okręty te cechowały się sporą żywotnością; zwykle nie tonęły od jednej torpedy lub miny.
Uzbrojenie:
Uzbrojenie artyleryjskie było silniejsze od wszystkich wcześniejszych niemieckich torpedowców. Główne uzbrojenie stanowiły 4 działa uniwersalne kalibru 105 mm, w pojedynczych stanowiskach w osi podłużnej okrętu na pokładzie dziobowym, śródokręciu, nadbudówce rufowej i pokładzie rufowym. Działo nr 2 umiejscowione było nietypowo na platformie przed drugim kominem, przez co dysponowało nieco mniejszymi kątami ostrzału. Artyleria odpowiadała kalibrem torpedowcom budowanym na świecie, aczkolwiek była liczniejsza (standardem były 2-3 działa), natomiast była słabsza od większości niszczycieli, które na ogół miały działa kalibru 120 mm. Torpedowce miały dość zaawansowany system kierowania ogniem artylerii, zbliżony do niemieckich niszczycieli.
Okręty dysponowały silnym uzbrojeniem przeciwlotniczym, które stanowiły uniwersalne działa głównego kalibru oraz liczna artyleria małokalibrowa. Standardowo miały one dwa podwójnie sprzężone półautomatyczne działka 37 mm C/30 na platformach po obu stronach drugiego komina, wysoce skuteczne poczwórnie sprzężone działko 20 mm (2 cm Flakvierling 38) na platformie na nadbudówce rufowej nad działem nr 3, dysponujące dużym kątem ostrzału oraz 2 pojedyncze działka 20 mm na skrzydłach mostka (uzbrojenie małokalibrowe było porównywalne z niemieckimi niszczycielami). Działka 37 mm były stabilizowane, lecz ich wadą była niska szybkostrzelność z powodu pojedynczego ładowania.

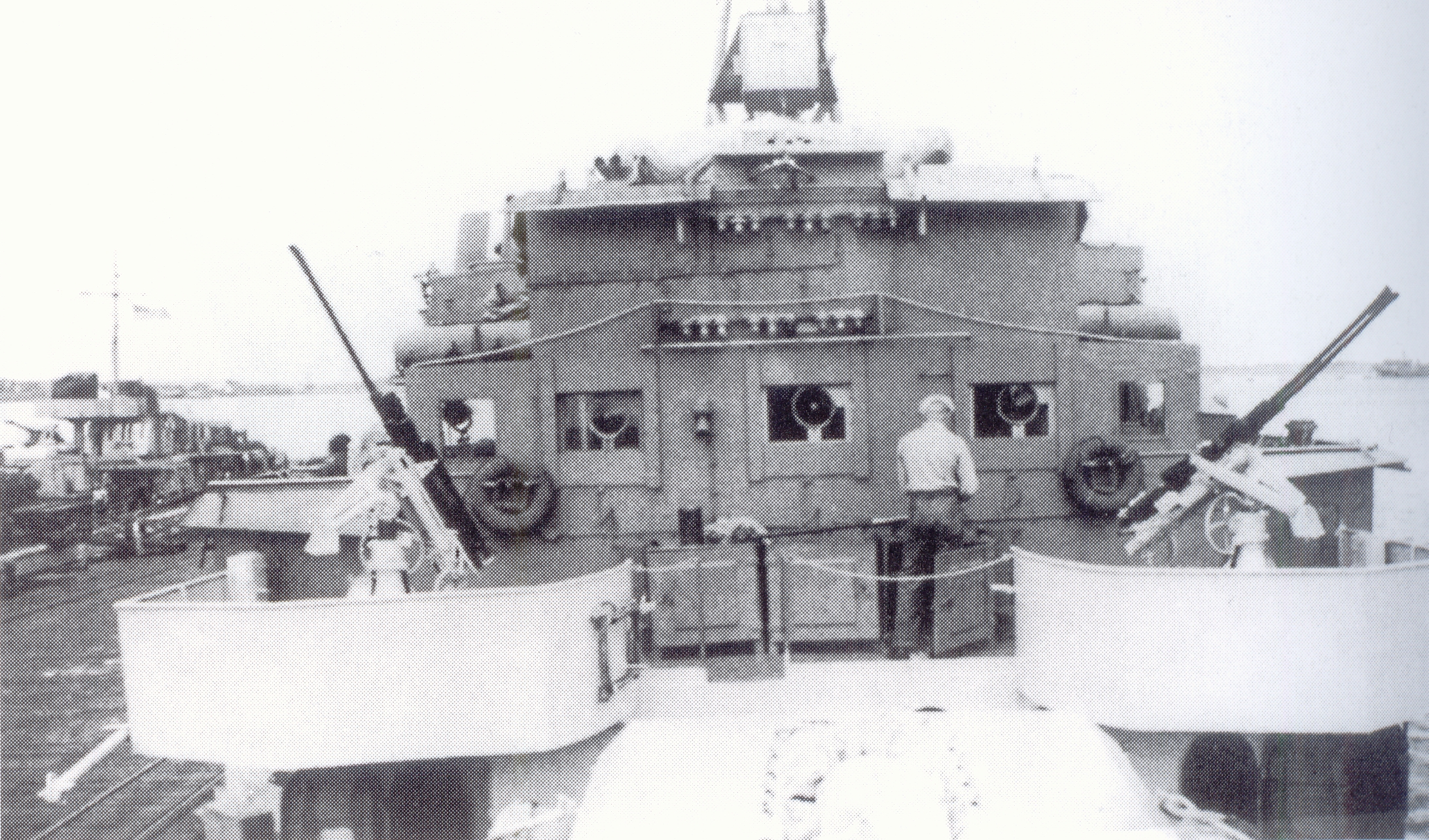
Podwójne działka plot 20 mm na platformach przed mostkiem T 35 – stan ostateczny

W toku wojny uzbrojenie przeciwlotnicze było dodatkowo zwiększane, w różny sposób. W 1943-1944 pojedyncze działka 20 mm na skrzydłach mostka zamieniano na podwójne, a na torpedowcach T-22, 23, 24, 27, 31 na poczwórne. Niektóre otrzymały także dwa pojedyncze działka przed nadbudówką. Część otrzymała działka Bofors 40 mm. Pod koniec 1944, w ramach programu Barbara, częściowo wzmocniono i wymieniono na ocalałych torpedowcach uzbrojenie przeciwlotnicze, które stanowiły głównie nowe bardziej szybkostrzelne automatyczne działka 37 mm, w różnych konfiguracjach. Według założeń, prawdopodobnie nie realizowanych w pełni, miały je stanowić: 8 działek 37 mm M/42 (4xII) w miejscu dotychczasowych 37 mm i rufowego Flakvierlinga, 2 działka 37 mm 43М (2xI) na skrzydłach mostka, 8 działek 20 mm LM/44 (4xII) na burtach, na platformach przed nadbudówką dziobową i na torach minowych.
Podobnie jak w poprzednich typach niemieckich torpedowców, uzbrojenie torpedowe było dość silne dla tej klasy okrętów (przeciętne dla niszczycieli) i składało się z 6 wyrzutni torped typowego kalibru 533 mm w dwóch aparatach. Uniwersalność okrętów zwiększała możliwość stawiania 50 min oraz uzbrojenie przeciwpodwodne w postaci zrzutni i miotaczy bomb głębinowych, wraz ze stacją hydrolokacyjną do wykrywania okrętów podwodnych.
Ocena:
Torpedowce typu 1939 odpowiadały w zasadzie swoimi charakterystykami i zastosowaniem małym i średnim niszczycielom, używanym przez inne państwa, od których większości odbiegały jedynie kalibrem artylerii. Ich wielkość odpowiadała niszczycielom z początku lat 30., przewyższała natomiast nieco niszczyciele eskortowe (brytyjskie niszczyciele eskortowe typu Hunt, z którymi często się ścierały, miały zresztą porównywalne uzbrojenie artyleryjskie – 4 działa uniwersalne 102 mm, przy znacznie słabszym torpedowym (2 wyrzutnie) i niższą prędkość lub więcej o 2 działa przy braku uzbrojenia torpedowego, zatem Elbingi były bardziej uniwersalne).
Wadą okrętów z punktu widzenia eksploatacji, podobnie jak niemieckich niszczycieli, okazało się wykorzystanie niedopracowanych siłowni z kotłami pracującymi pod wysokim ciśnieniem roboczym pary, co teoretycznie miało zwiększyć ich wydajność, lecz w praktyce prowadziło do licznych awarii, obniżających sprawność napędu. Siłownie te okazały się przy tym mało ekonomiczne, na skutek m.in. dużego rozchodu pary na mechanizmy pomocnicze, co zmniejszało też w praktyce prędkość do 31 w.

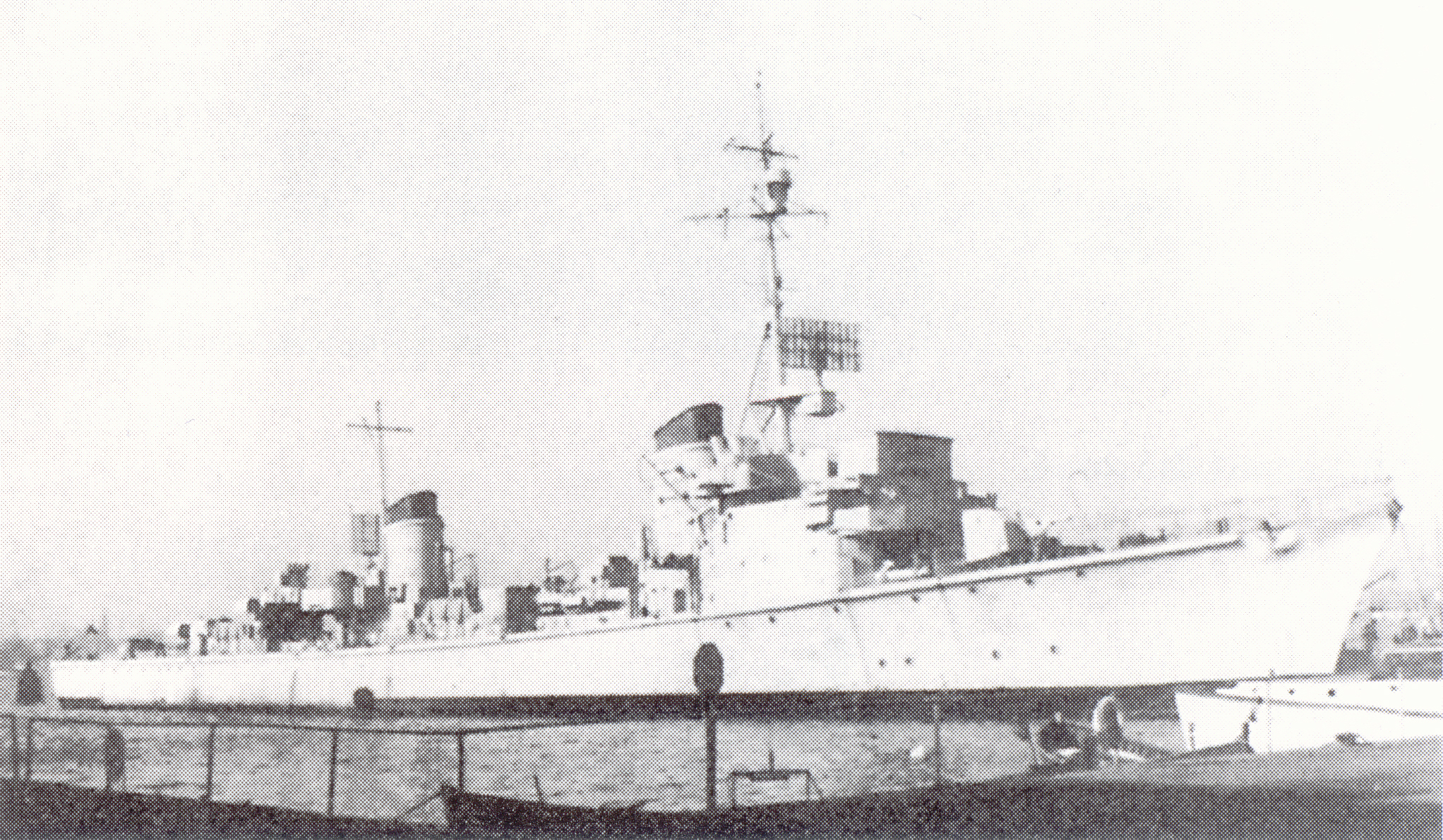
T-35 po przejęciu przez Amerykanów

## Służba
Z 15 okrętów, dwa zatonęły w 1943, 8 w 1944, jeden w 1945, cztery przetrwały wojnę. Cztery z nich zatonęły na minach, z czego aż trzy na niemieckich (18 sierpnia 1944). Cztery zatopiono artylerią okrętów nawodnych zachodnich aliantów, jeden przez radzieckie kutry torpedowe, dwa zatopiło lotnictwo.

### Służba u wybrzeży Francji
Okręty typu 1939 zaczęły wchodzić do służby od jesieni 1942. Początkowo były używane wraz ze starszymi torpedowcami z baz zachodniej Francji, do eskortowania w Zatoce Biskajskiej wychodzących na Atlantyk i powracających okrętów podwodnych i statków przerywających blokadę (głównie przed atakami brytyjskiego lotnictwa) oraz do eskorty konwojów przybrzeżnych. W październiku skierowano tam pierwszy torpedowiec T 22, następnie T 23. Ich pierwszą akcją było eskortowanie 29–30 listopada 1942 łamacza blokady „Cortellazzo” kierującego się do Japonii (przechwyconego mimo to 1 grudnia przez Brytyjczyków).
W lutym 1943 sformowano w Breście dla okrętów typu 1939 4. Flotyllę Torpedowców. W maju-czerwcu 1943 T 22 i T 23 brały udział kilkakrotnie w stawianiu zagród minowych w kanale La Manche, wraz ze starszymi torpedowcami. W lipcu do Francji przebazowano T 24 i T 25, bezskutecznie atakowane w drodze przez brytyjskie baterie nadbrzeżne, kutry torpedowe i lotnictwo. Po drodze, w nocy na 10 lipca wzięły one udział w walce niemieckiego konwoju przybrzeżnego płynącego do Brestu pod osłoną 5 trałowców (M 9, M 12, M 10, M 84, M 153), zaatakowanego przez 3 alianckie niszczyciele eskortowe koło Ushant. W walce Elbingi poważnie uszkodziły niszczyciel HMS „Melbreak” i lekko „Wensleydale”, przy czym T 25 odniósł niewielkie uszkodzenia (w walce zatonął też trałowiec M 153). Podczas dalszych akcji, m.in. 29-31 sierpnia torpedowce eskortowały do Lorient japoński okręt podwodny I-8. 30 sierpnia do flotylli dołączyły T 26 i T 27.
W nocy 3/4 października 1943 doszło do starcia T 22, T 23, T 25 i T 27 z 2 brytyjskimi niszczycielami i 3 niszczycielami eskortowymi w kanale La Manche, w wyniku czego lekko uszkodzono artylerią niszczyciele HMS „Grenville” i „Ulster”. W nocy 22/23 października doszło do kolejnego spotkania torpedowców T 22, T 23, T 25, T 26 i T 27 eskortujących konwój z silnym brytyjskim zespołem w składzie krążownika przeciwlotniczego HMS „Charybdis”, 2 niszczycieli „Grenville” i „Rocket” i 4 niszczycieli eskortowych. W starciu koło Sept Îles Niemcy torpedami zatopili „Charybdis” i niszczyciel eskortowy HMS „Limbourne”.
28 grudnia 1943 doszło do boju spotkaniowego w Zatoce Biskajskiej wszystkich 6 torpedowców oraz 5 niszczycieli 8. Flotylli Niszczycieli (Z 27, Z 23, Z 24, Z 32, Z 37) z dwoma lekkimi krążownikami brytyjskimi HMS „Glasgow” i „Enterprise”, w którym, mimo niemieckiej przewagi liczebnej, w ciężkich warunkach atmosferycznych – podczas sztormu utrudniającego użycie uzbrojenia przez mniejsze okręty, alianci zatopili Z 27 oraz torpedowce T 25 i T 26.
Do 4. Flotylli dołączyły później nowe torpedowce T 28 i T 29, lecz T 22 i T 23 wycofano na remont do Niemiec. W nocy 25/26 kwietnia 1944 T 24, T 27, T 29 podczas operacji minowania natknęły się na silny zespół aliancki w składzie krążownika przeciwlotniczego HMS „Black Prince” i dużych niszczycieli typu Tribal: HMCS „Haida”, „Huron”, „Athabaskan” i HMS „Ashanti”, u brzegów Bretanii. W starciu zatonął T 29 i uszkodzono T 24 i T 27. Podczas kolejnego starcia w nocy na 29 kwietnia z niszczycielami HMCS „Haida” i „Athabaskan”, T 27 został ciężko uszkodzony artylerią „Haidy”, po czym opuszczony przez załogę i wyrzucony na mieliznę wyspy Baz, lecz T 24 zatopił torpedą „Athabaskan”. Wrak T-27 został następnie 4 maja zniszczony przez kuter torpedowy MTB-673 i lotnictwo.
Na skutek strat, 4. Flotyllę rozformowano, a T 28 włączono do 5. Flotylli. T 24 został uszkodzony na minie i po remoncie włączony w skład 8. Flotylli Niszczycieli. Po inwazji w Normandii, 6 czerwca 1944 T 28 wraz z torpedowcami „Möwe” i „Falke” zaatakowały flotę inwazyjną na odcinku Sword i, mimo miażdżącej przewagi aliantów, zatopiły norweski niszczyciel „Svenner”, o mało nie trafiając brytyjskich pancerników, po czym pomyślnie wycofały się. W ciągu kolejnych dni podejmowały jeszcze bezskuteczne próby akcji. Między 21 a 27 lipca, po zatopieniu pozostałych torpedowców przez lotnictwo, T 28 został wycofany do Niemiec. T 24 wraz z niszczycielami Z 32, Z 24 i ZH1 został również wysłany w celu atakowania floty inwazyjnej i w nocy na 9 czerwca 1944 wziął udział w bitwie pod Ushant z ośmioma niszczycielami brytyjskiej 10. Flotylli (w tym polskie OORP „Błyskawica” i „Piorun”), lecz zdołał się wycofać bez strat. T 24 był następnie mało aktywnie używany, a 24 sierpnia 1944 został zatopiony wraz z niszczycielem Z 24 przez samoloty Bristol Beaufighter 236. dywizjonu RAF i 404. dywizjonu RCAF u ujścia Żyrondy.

### Służba na Bałtyku
W miarę postępów wojsk radzieckich, okręt niemieckie rozpoczęły aktywne działania na wschodnim Bałtyku. T 30 w marcu 1944 przebazowano do Tallinna, czasowo przydzielając do 6. Flotylli Niszczycieli. Od 14 do 26 kwietnia uczestniczył w 6 operacjach stawiania min, stawiając miny w 4 z nich. W nocy 19/20 czerwca T 30 i T 31 natknęły się na radzieckie siły dokonujące desantu na wyspę Nerwa (Narvi) w Zatoce Fińskiej i w toku walki lekko uszkodziły kutry artyleryjskie MO-106, MBK-503, MBK-505 i kutry torpedowe TK-53, TK-63, TK-153, TK-101 i TK-103, następnie jednak kutry torpedowe TK-37 i TK-60 (typu D-3) zdołały zatopić T 31 dwoma torpedami. Do sił w Zatoce Fińskiej dołączyły następnie T 22, T 23 i T 32, tworząc 6. Flotyllę Torpedowców. Podczas operacji stawiania min w nocy na 18 sierpnia 1944, flotylla omyłkowo weszła na niemiecką zagrodę minową Zeeigel IXb, nieprecyzyjnie postawioną z barek desantowych, na skutek czego na niemieckich minach zatonęły T 22, T 30 i T 32, jedynie T 23 ocalał.
Z ocalałych torpedowców T 23, T 28, T 33, T 34, do których dołączyły T 35 i T 36, sformowano nową 5. Flotyllę Torpedowców. Torpedowce kilkakrotnie ostrzeliwały pozycje radzieckie i eskortowały w misjach tego typu krążowniki, eskortowały też konwoje przybrzeżne, w tym ewakuacyjne. 18-20 listopada T 23 i T 28 ostrzeliwały pozycje na półwyspie Sworbe. 20 listopada 1944 świeżo ukończony T 34 podczas ćwiczeń artyleryjskich zatonął na minie, postawionej prawdopodobnie przez radziecki okręt podwodny Ł-3 lub brytyjskie lotnictwo. 7 stycznia 1945 T 33 atakował okręt podwodny (być może radziecki S-4, który zaginął w tym okresie). 30 stycznia 1945 T 36 uratował 545 rozbitków ze storpedowanego statku „Wilhelm Gustloff”. 3 maja 1945 T 36 został uszkodzony na brytyjskiej minie lotniczej, a następnie 4 maja 1945 zatopiony przez radzieckie samoloty Ił-2 z 7. pułku szturmowego. W nocy 7/8 maja 1945 T 23, a 8/9 maja 1945 T 23, T 28 i T 35, wraz z niszczycielami ewakuowały wojsko i ludność z oblężonego Półwyspu Helskiego do Kopenhagi. 10 maja 1945, już po poddaniu floty, dowódcy T 23 i T 28 zostali za to odznaczeni Krzyżami Rycerskimi.
Wojnę przetrwały tylko 4 okręty, z których w ramach podziału niemieckiej floty T 23 i T 28 przekazano w 1945 Wielkiej Brytanii, T 33 ZSRR i T 35 – USA.

### Służba po wojnie
Obie brytyjskie jednostki zostały 4 lutego 1946 przekazane Francji, gdzie weszły do służby: T 23 jako „L’Alsacien” 16 maja 1946 (T07, od 1952 D604), a T 28 jako „Le Lorrain” 1 czerwca 1946 (T08, od 1952 D605). Zaklasyfikowane zostały jako niszczyciele (franc. Torpilleur). Przeszły następnie ok. trzyletni remont, połączony z modernizacją uzbrojenia i wyposażenia. Działka 37 mm zamieniono na 4 pojedyncze 40 mm Boforsa i 2 podwójne działka 20 mm Oerlikon, zachowano poza tym poczwórne działka 20 mm, działa 105 mm i wyrzutnie torped. Zamontowano amerykańskie radary SC-1 i SG oraz zamieniono wyposażenie do wykrywania i zwalczania okrętów podwodnych. Oba torpedowce bazowały w Tulonie, służąc na Morzu Śródziemnym w składzie sił przeciwpodwodnych. 9 czerwca 1954 „Alsacien” wycofano i przekształcono w hulk Q-11, a w lutym 1955 oddano na złom. 1 maja 1955 „Lorrain” wycofano do rezerwy, a w październiku przemianowano na Q-59, po czym 21 lipca 1959 oddano na złom.
T 33 wszedł do radzieckiej służby w lutym 1946 pod nazwą „Primiernyj” (Примерный), w składzie Floty Północnobałtyckiej. Wycofano go ze służby 30 listopada 1954 i przekształcono w hulk koszarowy PKZ-63, a w listopadzie 1956 oddano na złom.
Amerykanie wcielili T 35 do służby jako niszczyciel, pod numerem DD-935 i w lipcu 1946 przepłynął on do USA (wraz z poniemieckim niszczycielem DD-939 – dawnym Z-39). Po zbadaniu konstrukcji, został w listopadzie 1947 przekazany Francji na części zamienne.

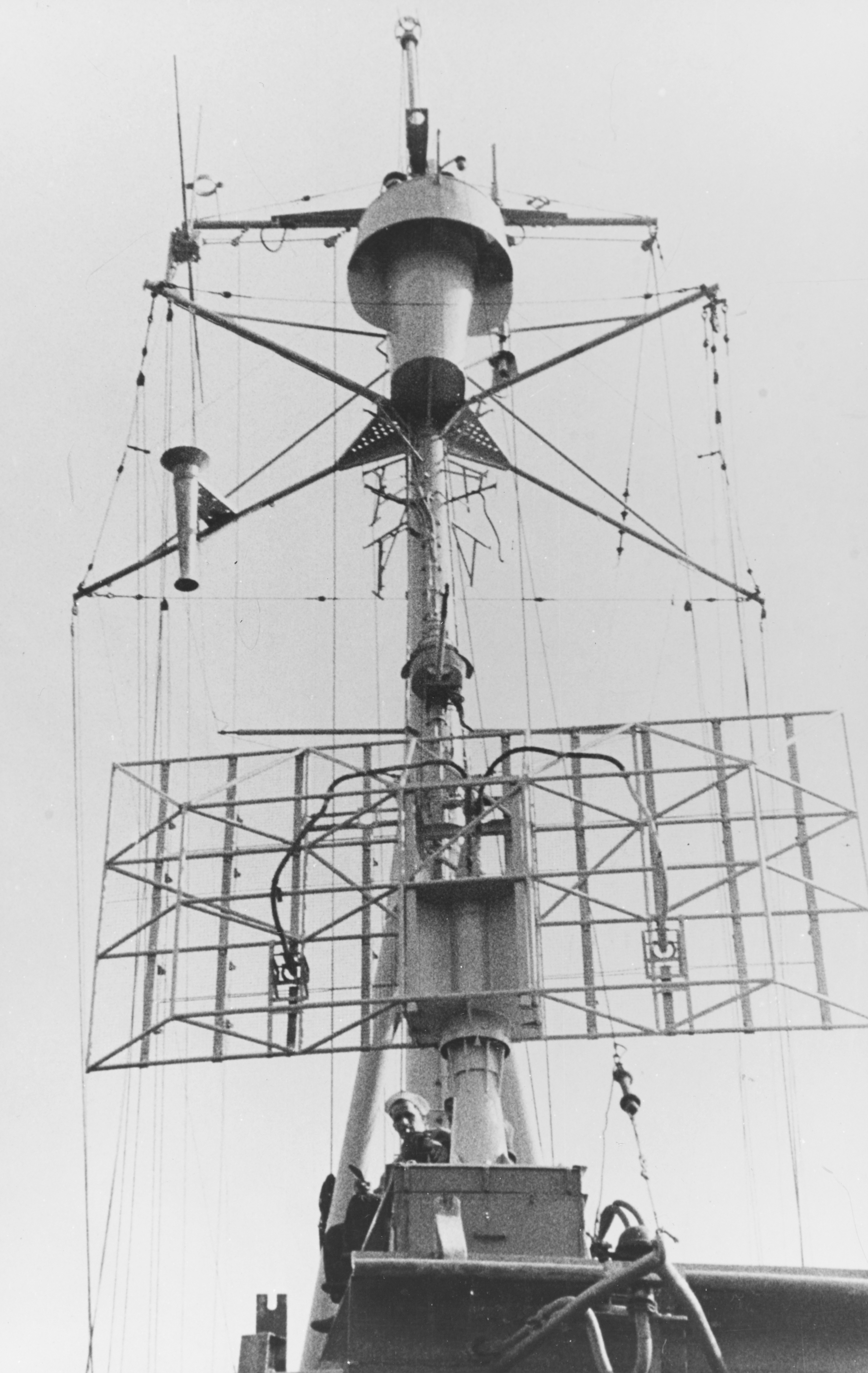
Widok na maszt dziobowy z anteną radaru FuMO-21 torpedowca T 35

## Dane taktyczno-techniczne
Uzbrojenie (po wejściu do służby):
- 4 działa uniwersalne kalibru 105 mm SK C/32, osłonięte maskami przeciwodłamkowymi (4xI).
  - długość lufy L/45 (45 kalibrów), donośność maksymalna 15 175 m, kąt podniesienia -10° – +70°, masa pocisku 15,1 kg, szybkostrzelność prakt. 15 strz./min, zapas amunicji 600
- 4 półautomatyczne działka przeciwlotnicze 37 mm SK C/30 podwójnie sprzężone na stanowiskach LC/30 (2xII)
  - długość lufy L/83, szybkostrzelność prakt. 40 strz./min.
- 6 działek przeciwlotniczych 20 mm (IxIV Flakvierling 38, 2xI), później ilość zwiększana
- 2 wkm 13,2 mm
- 6 wyrzutni torpedowych 533 mm (2xIII), 6 torped G-7a (320 kg materiału wybuchowego)
- 18 bomb głębinowych (2 zrzutnie bg, 4 miotacze bomb głębinowych)
- 50 min morskich EMC (możliwość przenoszenia)

Wyposażenie
- radar FuMO-21
- radar FuMO-63 Hohentwiel (część okrętów pod koniec wojny) – za drugim kominem
- namierniki promieniowania radarowego FuMB 3 Bali / FuMB 4 Sumatra / FuMB 7 Naxos / FuMB 8 Wanze (różne, zmieniane w toku wojny)
- stacja hydrolokacyjna S-Gerat
- szumonamiernik GHG
- sonar nawigacyjny NHG
- system kierowania ogniem artylerii głównej: 3-metrowy dalmierz stereoskopowy (na nadbudówce dziobowej), centrala artyleryjska